# Sandarak

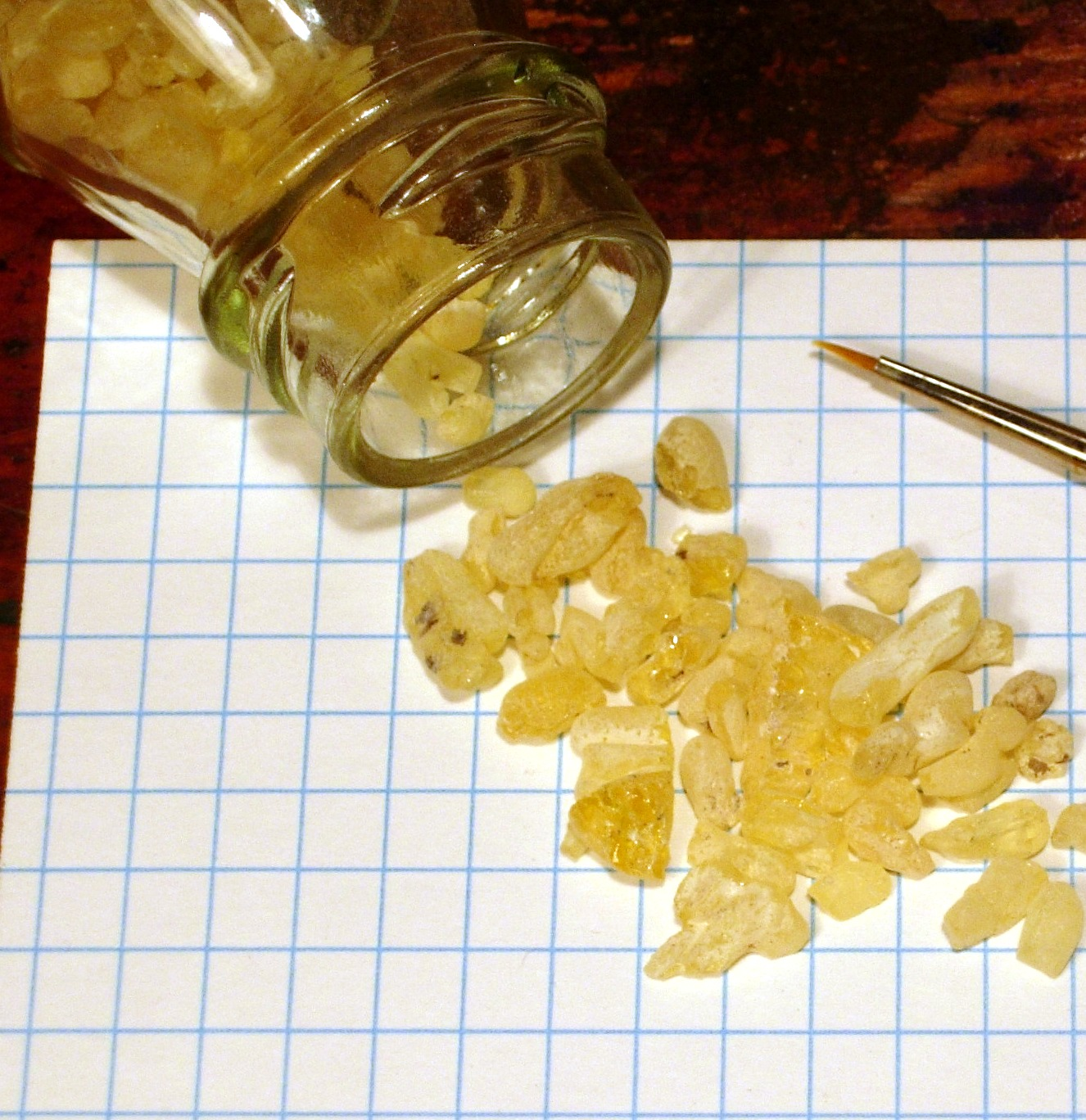
Sandaraktränen

Sandarak oder Sandarakharz (auch Sandarach, lateinisch Resina sandaraca, französisch Sandaraque, englisch Sandarac) ist das gelbe Naturharz einer strauch- oder baumartigen Konifere, des Sandarakbaums (Tetraclinis articulata) (Afrikanischer Sandarak), sowie von verschiedenen Schmuckzypressen (Callitris spp.) (Australischer Sandarak).

## Begriffe
Der Begriff Sandarak (von griechisch sandarákē) wurde in der Vergangenheit für verschiedene Arten aus der Familie der Zypressengewächse (Cupressaceae) verwendet.
Insbesondere in Europa wurde das Harz von Wacholder und Zypressen oft ebenfalls als Sandarak bezeichnet oder mit dem Harz des in Nordafrika heimischen Sandarakbaumes verwechselt. Die botanische Trennung der Stammpflanze des echten Sandarak von der Gattung Juniperus wurde erst Ende des 18. Jahrhunderts erkannt. Noch bis zu Beginn des 20. Jahrhunderts kursierten Bezeichnungen wie Callistris quadrivalvis oder Thuja articulata als botanische Bezeichnungen für die Stammpflanze des afrikanischen Sandaraks.
Wacholder- und Fichtenharz wurden auch unter der Bezeichnung deutscher oder schwedischer Sandarak angeboten.
Eine aus Australien in den Handel gekommene, auf englisch „Pine gum“ genannte Art der Schmuckzypresse Callitris preissii, bildet größere Stücke als die afrikanischen Arten, ist aber sonst in ihrer Verwendbarkeit diesen gleich.

## Gewinnung
Das dem Mastix ähnliche Harz wird spontan aus der Rinde ausgeschwitzt oder durch Anritzen derselben gewonnen. In den Handel kommt es von Essaouira an der marokkanischen Westküste meist über Frankreich, doch auch über Triest und Venedig. Unterschieden werden zwei Sorten: ordinär und fein, beziehungsweise naturell (in sortis) und auserlesen (electa). Letztere Sorte bildet blassgelbe, längliche, weiß bestäubte Körner und Stängelchen, die auf dem Bruche durchsichtig und glasglänzend erscheinen. Die andere besteht aus trüben und unreineren Stückchen, vermischt mit kleinerem Grus, Sand, Erde und Holzteilchen.

## Eigenschaften
Das Harz ist spröde und leicht zerbrechlich, hat einen balsamisch-harzigen Geruch sowie schwach bitteren Geschmack und erweicht beim Kauen nicht (wie Mastix), sondern zerfällt in ein sandiges Pulver. In Alkohol, Ether, Fuselöl und Aceton ist es völlig, in Terpentinöl, Schwefelkohlenstoff, Chloroform und Petrolether nur teilweise löslich. Sandarak besteht neben geringen Mengen ätherischen Öls und Bitterstoffen hauptsächlich aus Harzsäuren der Gruppe der Pimarane und Labdanen wie der Communinsäure und Communol. Letztere neigen zur Polymerisation, was die größere Härte des Harzes im Vergleich zu Mastix erklärt.

## Verwendung
Sandarak dient zur Herstellung von Räucherpulvern, hauptsächlich aber von Weingeistfirnissen und Polituren sowie fetten und flüchtigen Lacken. Zur Oberflächenbehandlung wird es jedoch immer in Verbindung mit Elemi, Venezianischem Terpentin (Lärchenharz) oder etwas Rizinusöl angewandt, da es zwar sehr harte, aber zu spröde, dem Abbröckeln unterworfene und nicht besonders glänzende Überzüge liefert. Fein gepulvertes Sandarak bildet das bekannte Radierpulver, mit dem radierte Stellen auf Papier wieder beschreibbar gemacht werden können. In Kosmetikprodukten wird Sandarak in der Liste der Inhaltsstoffe (in Bezug auf den Pflanzennamen Callitris quadrivalvis Vent.) CALLITRIS QUADRIVALVIS GUM (INCI) aufgeführt.